# Список лучших боксёров мира вне зависимости от весовой категории
Список лучших боксёров мира вне зависимости от весовой категории (англ. pound for pound) является рейтингом профессиональных боксёров вне категорий. Иными словами, эксперты журнала делают попытку сравнения боксёров разных весовых категорий, как если бы они были уравнены в абстрактной категории pound for pound.
При составлении рейтинга эксперты используют следующие критерии оценки: 1) результаты (считаются наиболее объективным критерием, предпочтительным по отношению ко всем остальным); 2) зрелищность (место в рейтинге может зависеть от того, насколько зрелищными были победы или поражения боксёра); 3) послужной список (профессиональные достижения спортсмена в недалёком прошлом также могут влиять на его текущую позицию в рейтинге).
Рейтинг периодически обновляется, в основном после боёв участников списка.

## Список первых номеров рейтинга "P4P" по версии журналаРинг
Самый долгоудерживающий звание боксёр
     Текущий лидер рейтинга
     Боксёры, выступающие по сей день
| Номер | Боксёр             | Рекорд          | Весовая категория   | Срок                                |
| ----- | ------------------ | --------------- | ------------------- | ----------------------------------- |
| 1     | Майк Тайсон        | 50-7 (44 KO)    | Тяжёлая             | 1 января 1989 — 11 февраля 1990     |
| 2     | Хулио Сесар Чавес  | 107-6-2 (85 KO) | Полусредняя         | 11 февраля 1990 — 10 сентября 1993  |
| 3     | Пернелл Уитакер    | 40-4-1 (17 KO)  | Лёгкая              | 10 сентября 1993 — 20 апреля 1996   |
| 4     | Рой Джонс          | 66-10 (47 KO)   | Полутяжелая         | 20 апреля 1996 — 12 апреля 1997     |
| 5     | Оскар Де Ла Хойя   | 39-6 (30 KO)    | Полусредняя         | 12 апреля 1997 — 5 июня 1999        |
| 6     | Рой Джонс (2)      | 66-10 (47 KO)   | Полутяжелая         | 5 июня 1999 — 17 июня 2000          |
| 7     | Шейн Мосли         | 49-10-1 (41 KO) | Полусредняя         | 17 июня 2000 — 26 января 2002       |
| 8     | Рой Джонс (3)      | 66-10 (47 KO)   | Полутяжелая         | 26 января 2002 — 15 мая 2004        |
| 9     | Бернард Хопкинс    | 55-8-2 (32 KO)  | Средняя             | 15 мая 2004 — 16 июля 2005          |
| 10    | Флойд Мэйвезер     | 50-0 (27 KO)    | Полусредняя         | 16 июля 2005 — 7 июня 2008          |
| 11    | Мэнни Пакьяо       | 62-8-3 (39 KO)  | Полусредняя         | 7 июня 2008 — 8 декабря 2012        |
| 12    | Флойд Мэйвезер (2) | 50-0 (27 KO)    | Полусредняя         | 8 декабря 2012 — 12 сентября 2015   |
| 13    | Роман Гонсалес     | 52-4-0 (42 KO)  | Вторая наилегчайшая | 12 сентября 2015 — 18 марта 2017    |
| 14    | Андре Уорд         | 32-0 (16 KO)    | Полутяжёлая         | 18 марта — 21 сентября 2017         |
| 15    | Геннадий Головкин  | 42-2-1 (37 KO)  | Средняя             | 21 сентября 2017 — 17 сентября 2018 |
| 16    | Василий Ломаченко  | 18-3 (12 KO)    | Лёгкая              | 17 сентября 2018 — 7 ноября 2019    |
| 17    | Сауль Альварес     | 63-2-2 (39 KO)  | Полутяжёлая         | 7 ноября 2019 — 8 мая 2022          |
| 18    | Александр Усик     | 24-0 (15 КО)    | Тяжёлая             | 8 мая 2022 — 10 июня 2022           |
| 19    | Наоя Иноуэ         | 30-0 (27 KO)    | Легчайшая           | 10 июня 2022 — 25 августа 2022      |
| 20    | Александр Усик (2) | 24-0 (15 КО)    | Тяжёлая             | 25 августа 2022 — 1 августа 2023    |
| 21    | Теренс Кроуфорд    | 41-0 (31 КО)    | Полусредняя         | 1 августа 2023 — 9 мая 2024         |
| 22    | Наоя Иноуэ (2)     | 30-0 (27 KO)    | Вторая легчайшая    | 10 мая 2024 — 17 мая 2024           |
| 23    | Александр Усик (3) | 24-0 (15 КО)    | Тяжёлая             | 18 мая 2024 — н.в.                  |

## Текущий список
| Номер | Боксёр          | Рекорд         | Весовая категория       | Титул(ы)                                                        |
| ----- | --------------- | -------------- | ----------------------- | --------------------------------------------------------------- |
| 1     | Александр Усик  | 24-0 (15 KO)   | Тяжёлый вес             | Чемпион мира по версиям The Ring, WBC, WBA-Super, IBF, WBO, IBO |
| 2     | Наоя Иноуэ      | 30-0 (27 KO)   | Второй легчайший вес    | Чемпион мира по версиям The Ring, WBC, WBO, WBA-super, IBF      |
| 3     | Теренс Кроуфорд | 41-0 (31 KO)   | Первый средний вес      | Чемпион мира по версиям WBA-super                               |
| 4     | Дмитрий Бивол   | 24-1 (11 KO)   | Полутяжёлый вес         | Чемпион мира по версиям WBA-Super, WBO, IBF                     |
| 5     | Артур Бетербиев | 21-1 (20 KO)   | Полутяжёлый вес         | Чемпион мира по версиям WBO, WBC, IBF                           |
| 6     | Джесси Родригес | 22-0 (15 KO)   | Второй наилегчайший вес | Чемпион мира по версиям The Ring, WBC, WBO                      |
| 7     | Дзюнто Накатани | 31-0 (24 KO)   | Легчайший вес           | Чемпион мира по версиям The Ring, WBC, IBF                      |
| 8     | Сауль Альварес  | 63-2-2 (39 KO) | Второй средний вес      | Чемпион мира по версиям The Ring, IBF, WBC, WBA-Super, WBO      |
| 9     | Кэн Сиро        | 25-2 (16 KO)   | Легчайший вес           |                                                                 |
| 10    | Шакур Стивенсон | 24-0 (11 KO)   | Лёгкий вес              | Чемпион мира по версии WBC                                      |